# Вальнер Йосип
Вальнер Йосип — київський комерсант австрійського походження середини 19 століття. Утримував у Києві друкарню, літографію та лісопильний завод. Увійшов як компаньйон у будівництво млина на Подолі.
Магазин-друкарня Вальнера була розташована на розі вулиць Хрещатик та Інститутська. Літографію відкрив у 1843 році, а друкарню у 1846 році.
Заробивши на друкарські справі, він 1855 році організував будівництво парового млина та парового тартака. Поліграфічну справу передав компаньйону, яка в результаті наступних стала з 1867 року власністю Степана Кульженка, який розпочав вивчення друкарської справи в одинадцятирічному віці саме у Йосипа Вальнера.
У друкарні Вальнера було надруковано альбоми з видами Києва, головну працю С. Величко «Летопись событий в Юго-Западной России в 17 веке» у 4х томах.